# Алушта
Алу́шта (крим. Aluşta) — місто в Україні в Ялтинському районі Автономної Республіки Крим. Розташоване в південній частині Кримського півострова на березі Чорного моря, у долинах гірських річок Улу-Узень і Демерджі, оточене амфітеатром Головної гряди Кримських гір (з заходу над містом височить Бабуган-Яйла, на північному заході — масив Чатир-Даг, на півночі Демерджі), за 48 км від Сімферополя (автошлях E105, із яким збігається М18) і за 32 км від Ялти, з якими має автобусне і тролейбусне сполучення.

## Природні ресурси

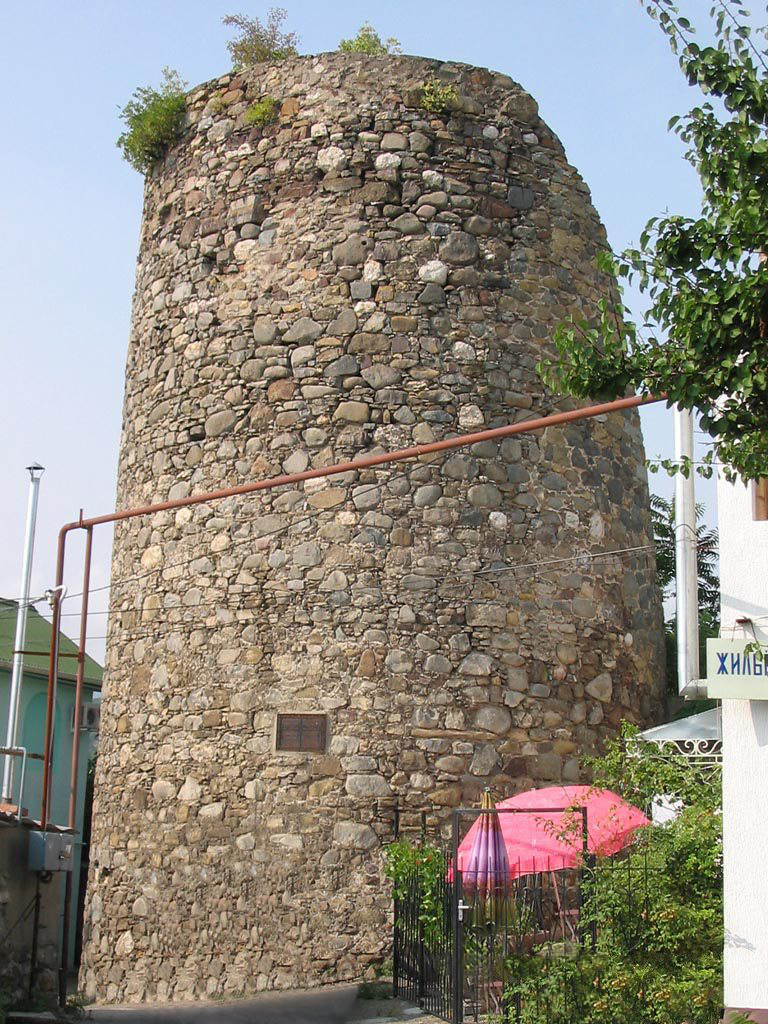
Залишки фортеці Алустон

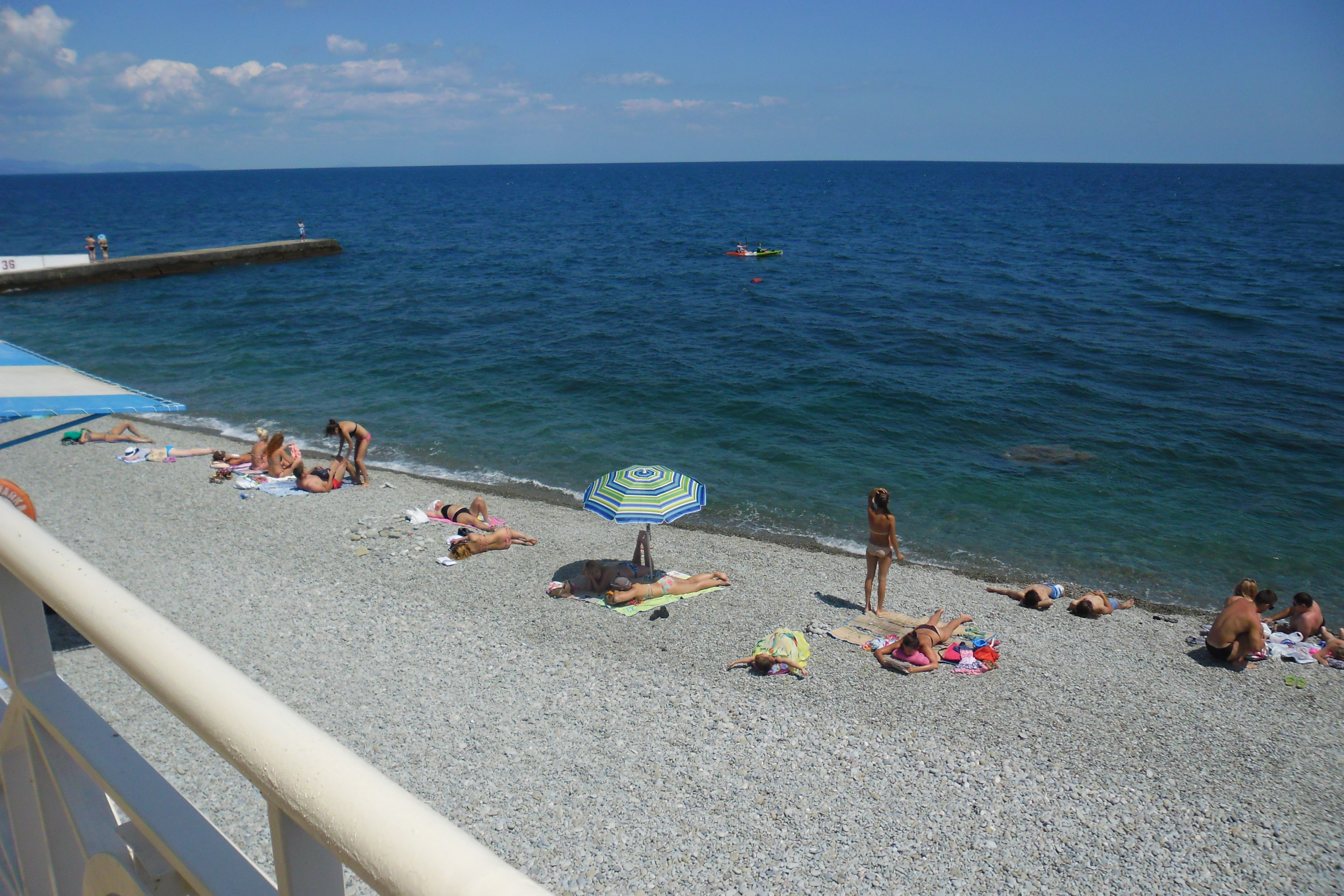
Алушта. Пляж. Липень 2014 р.

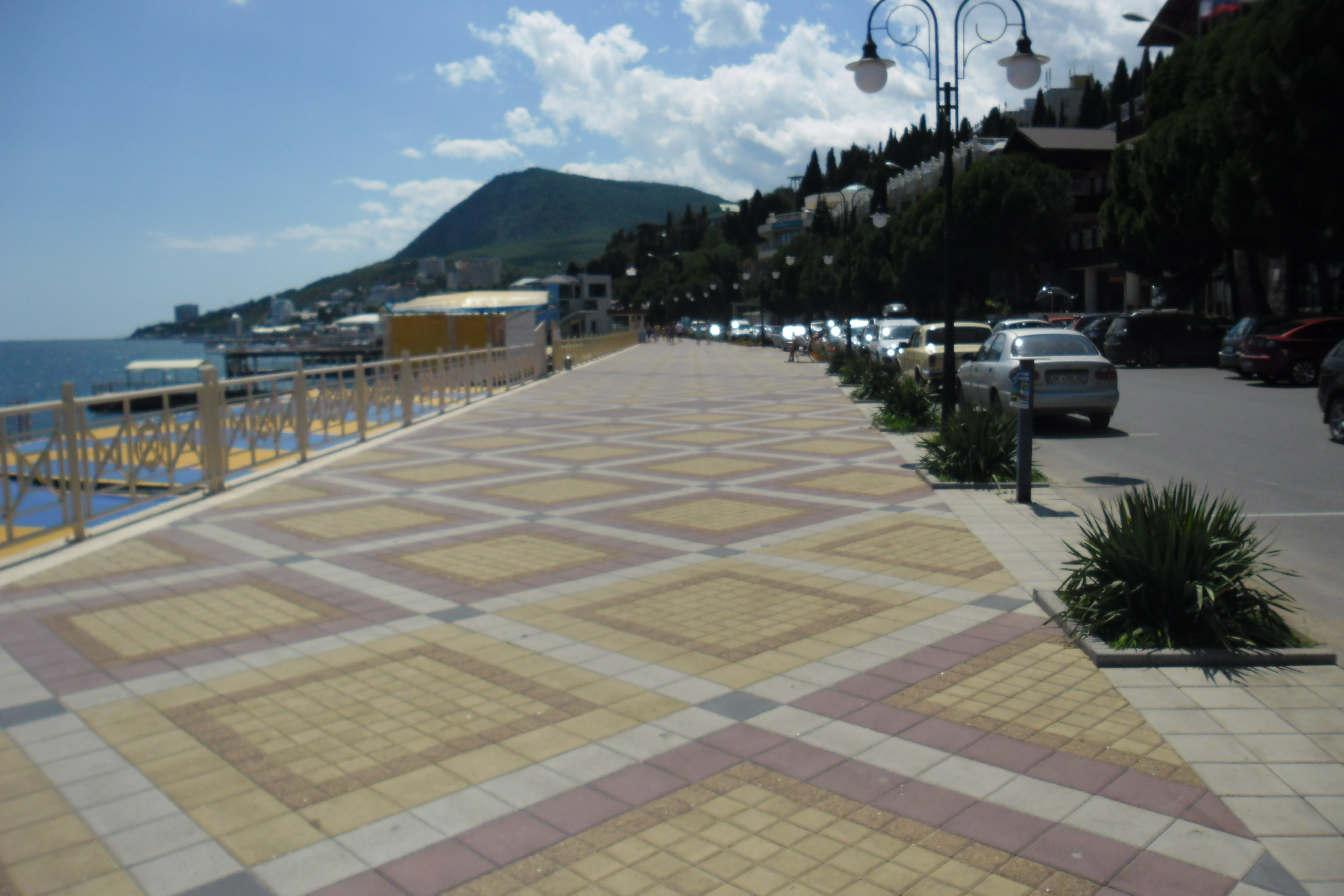
Набережна. 2014 р.

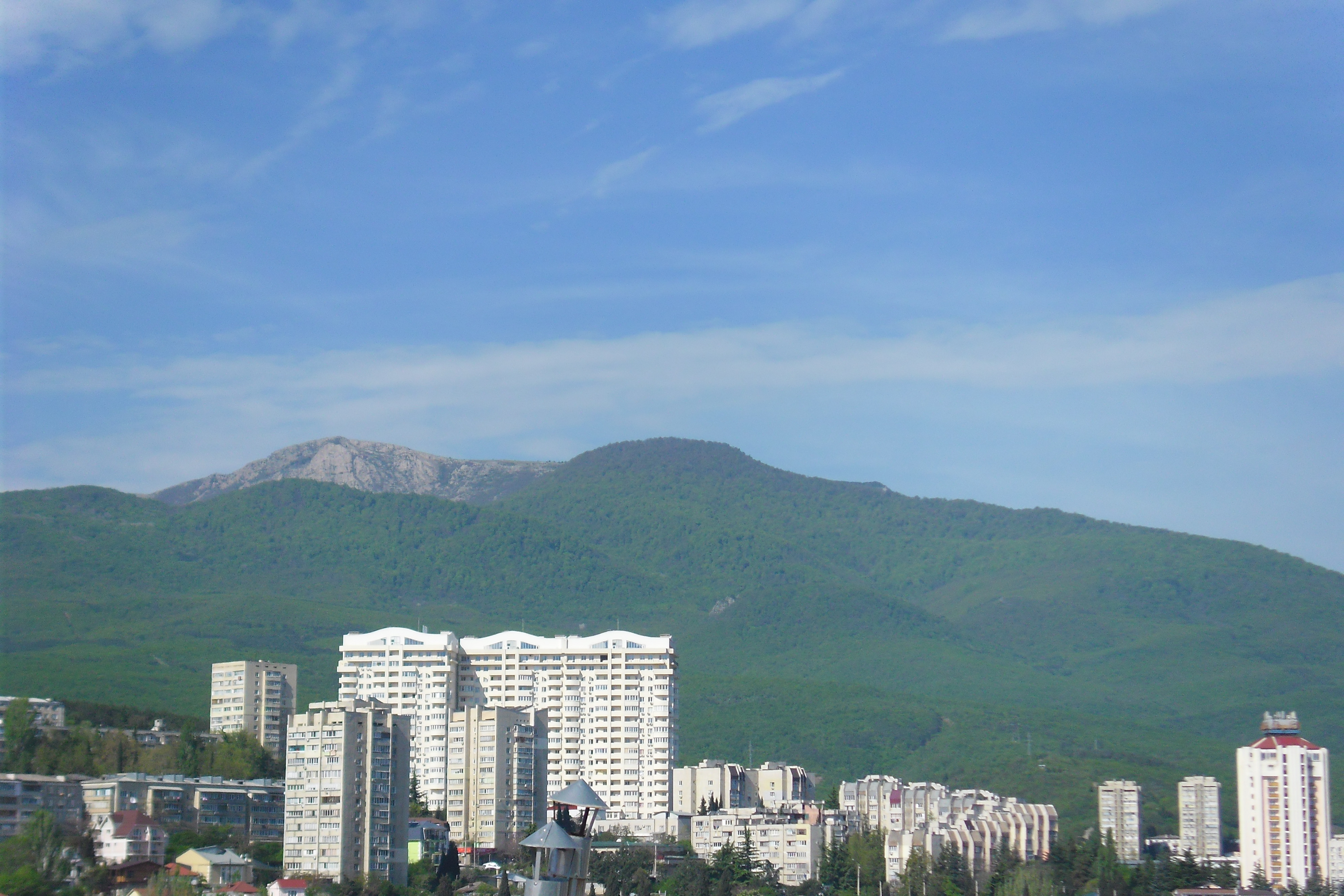
Алушта. 2015 р.

Алушта — приморський кліматичний курорт Південного берегу Криму, відомий з кінця 19 ст.
Курортна зона Алушти (від гори Аю-Даг до селища Привітне — 80 км берегової смуги) містить 78 санаторно-курортних установ. Популярні — «Крим», «Дубна», «Золотий колос», «Славутич», «Круча», «Алушта».
На цій території — 5 туристичних баз, багато готелів.

## Назва
За наказом візантійського імператора Юстиніана І була побудована фортеця Алустон. Руїни фортеці збереглися і до нашого часу. За однією з версій, назва походить від грецького αλυσίδα, «ланцюг».
Араби у 12 столітті називали місто Шалушта.

## Історія
Ранні археологічні знахідки на території Алушти — епохи неоліту, таврські поселення IV-III ст. до н. е. змінюються старогрецькими і давньоримськими. У X-V ст. до н. е. Алуштинську долину населяють таври, що побудували у околицях Алушти циклопічні стіни, що збереглися до наших днів, і дольмени.
Перша письмова згадка про Алушту припадає на VI століття, візантійський письменник Прокопом з кесарії в трактаті «Про споруди імператора Юстиніана» згадує будівництво тут фортеці Алустон за наказом візантійського імператора Юстиніана I. Територія Алушти була у сфері впливу аланів, гунів, скіфів, готів, Хозарського каганату, Золотої Орди. Фортеця Алустон була важливою складовою оборонної системи, створеної візантійцями в районі Ангарського перевалу в Кримських горах для захисту від кочівників.

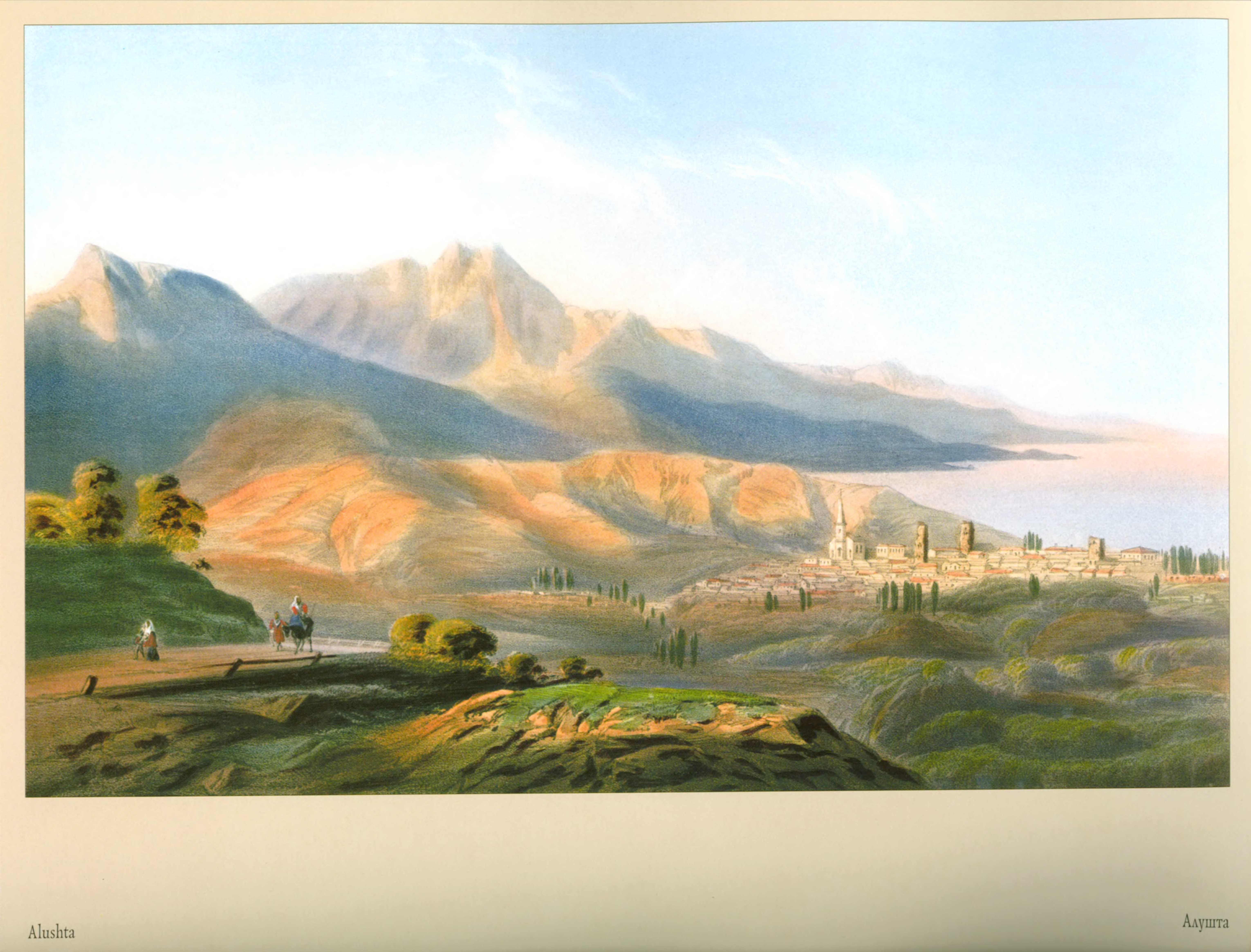
К. Боссолі. Вид Алушти

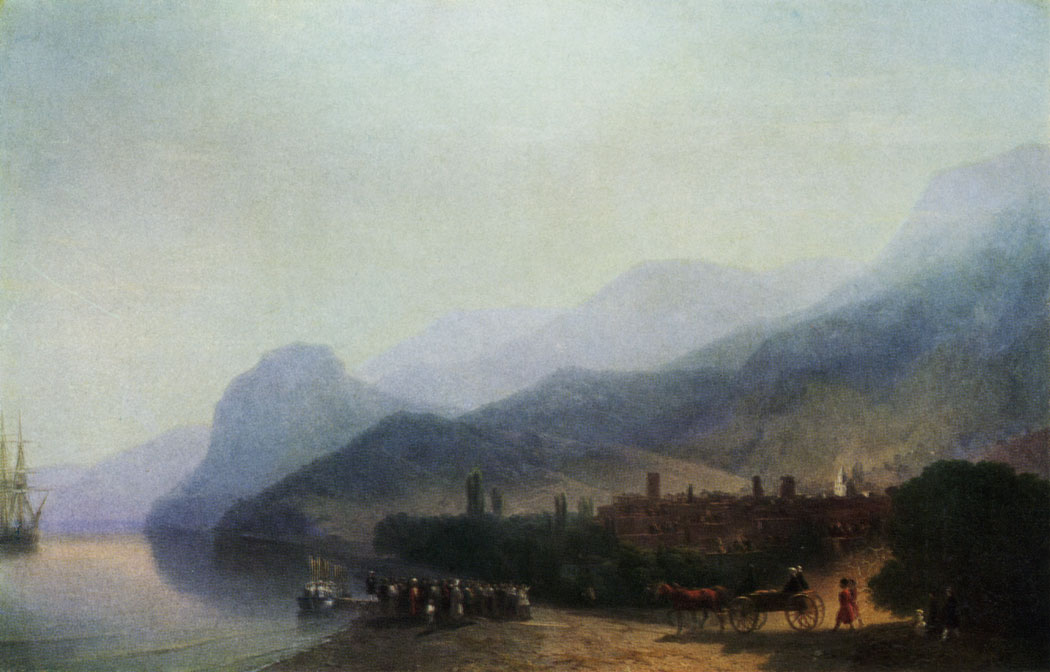
І. Айвазовський. Алушта

В ході археологічних розкопок в Алушті були знайдені залишки церкви та середньовічного цвинтаря, які існували з X по XVIII ст. Вивчення виявлених тут надгробків дозволило встановити, що більшість місцевого населення в той час використовувало грецьку мову.

### Хронологія
VI-VIII ст. Алушта і узбережжя до Аюдага входять у володіння легендарної цариці Феодори.
VI ст. — Візантія зводить фортецю Алустон
VIII-IX ст. Виникнення поблизу Алушти городища Фуна.
X—XI ст. — зміцнення Алустон перетворюється на місто, населене ремісниками, рибаками і торгівцями.
Середина XII ст. Арабський мандрівник Абу Абдаллах Мухаммед аль-Ідрісиі згадує Алушту (Шалусту) в творі «Географічні розваги», називаючи її «важливим приморським містом».
XIV ст. — князівство Феодоро побудувало поблизу Алушти фортецю Фуна.
1239 Алушта зруйнована під час набігу монголів.
1380-81 — 1475 — Генуезька колонія в Алушті. Тут був особливий генуезький консул, єпископ, знаходилася єпископська кафедра. У цей період перебудована фортеця, одна з башт якої збереглася до наших днів.
1475 Алушта захоплена османами. Фортеця зруйнована, місто стало селом Судацького кадилика санджака Кефе.
1771 Російсько-турецька війна, у ході якої Крим був виведений з підпорядкування Османської імперії. Після цього на вимогу Катерини ІІ більшість християнського населення півострова було насильно виселено у російське Приазов'я.
1774 22 липня. Битва десанту Гаджи-Алі-бея з декількох тисяч воїнів проти 150 російських єгерів, що закріпилися в руїнах генуезької фортеці та програли.
1783 На момент анексії Криму Росією в Алушті було близько 50 хатинок, що приліпилися до башт генуезької фортеці. Алушта стала центром волості Ялтинського повіту.
1826 Закінчено будівництво гравійного шосе Сімферополь-Алушта.
1842 В Алушті освячена церква Феодора Стратилата.
1856 В урочищі Савлух-су заснований Козьмо-Дем'янівський монастир.
За даними на 1864 рік у казенному татарському селі Ялтинського повіту Таврійської губернії мешкало 763 особи (391 чоловік та 372 жінки), налічувалось 120 дворових господарств, існували православна церква, 2 мечеті, карантинна застава, митний пост, волосне правління, станова квартира, поштова станція й відділення, руїни фортеці.
Станом на 1886 у колишньому державному селі, центрі Алуштинської волості, мешкало 738 осіб, налічувалось 121 дворове господарство, існували православна церква, 2 мечеті, школа, аптека, 13 лавок, 2 готелі, харчевня, винокурний завод. За версту — винокурний завод. За 3 версти — 2 винокурних заводи. За 5 верст — винокурний завод. За 15 верст — 3 винокурних заводи. За 18 верст — винокурня..

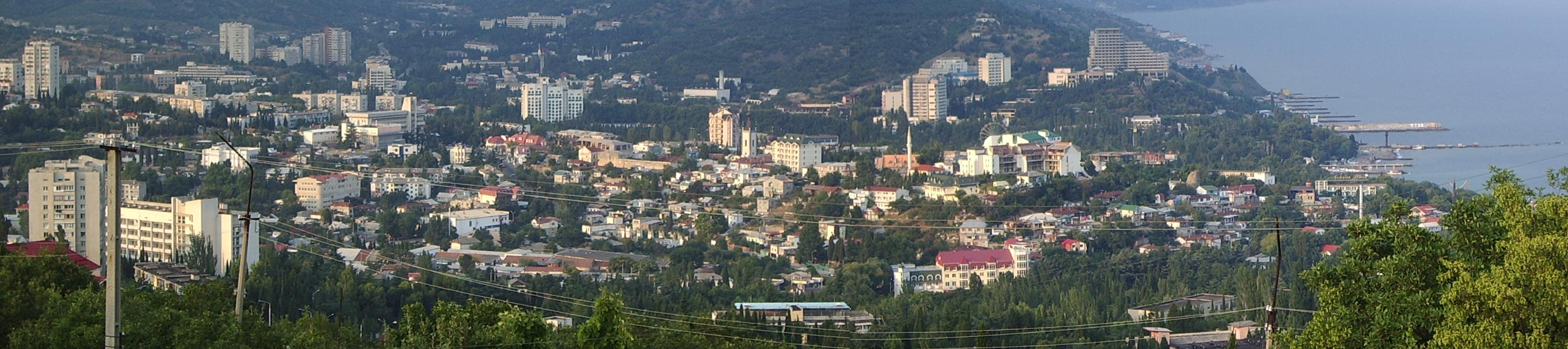
Панорама міста

1896 В Алушті жив і працював український письменник М. Коцюбинський.
За переписом 1897 року кількість мешканців зросла до 2182 осіб (1198 чоловічої статі та 984 — жіночої), з яких 514 — православної віри, 1568 — магометанської.
1902 Алушта одержала статус безповітного міста.
У 1918 році місто захоплюють більшовики та створюють Радянську соціалістичну республіку Тавриду. Члени уряду недовго існуючої республіки розстріляні в Алушті. Їх тримали на дачі «Голубка»; після закінчення громадянської війни тіла розстріляних перепоховають в братській могилі.
1918—1919 В Алушті розташовувалися війська Антанти.
У 1919 році навесні місто знову захоплюють більшовики та створюють Кримську радянську соціалістичну республіку.
1919—1920 В Алушті розташовувалися війська Денікіна і Врангеля.
1920, 14 листопада, місто остаточно під радянською окупацією.
25 грудня Наказ Кримського ревкому «Про визначення курортних місцевостей загальнодержавного значення в Криму», у якому названа Алушта. Перша здравниця організована на колишній дачі Ліндена.
1923 На базі 14 дач Професорського куточка створений будинок відпочинку Кримського союзу профспілок. Передмістя стало називатися Робочий куточок. Заснований Кримський державний заповідник.
1927 Кримський землетрус, що заподіяв багато лиха місту.
1940 В Алушті діє 20 здравниць.

Пам'ятний знак на честь кримських партизан в Алушті

1941—1944 Алушта окупована німецько-румунськими військами.
1954 у складі Кримської області була передана до Української РСР
1957 Кримський природний заповідник одержав статус заповідно-мисливського господарства.
1959, 6 листопада — відкритий рух тролейбусів Сімферополь-Алушта
1964 р. — отримала статус міста обласного (нині республіканського) підпорядкування.
З 1991 року — у складі незалежної України.
2000, 23 травня — рішенням сесії міської Ради Робочому куточку повернено історичну назву — Професорський куточок.
2014, 18 березня — анексована Російською Федерацією.

## Клімат
Клімат субтропічний середземноморського типу, посушливий, жаркий, з м'якою зимою.
Середня температура грудня — +2,8 °C, серпня — +23,8 °C.
Опадів 430 мм на рік, кількість годин сонячного сяйва — близько 2320 на рік, найменша відносна вологість повітря в серпні — 63-68 %. Купальний сезон триває з середини травня до середини жовтня, для дітей — з кінця червня до кінця вересня (температура води близько 20 °C і більше).

## Транспорт
Через місто проходить єдина у Європі міжміська тролейбусна лінія Сімферополь — Алушта — Ялта. У місті є пристань, тролейбусний і автобусний вокзали.

## Економіка
Промисловість в Алушті: завод залізобетонних конструкцій, молоко- і хлібокомбінати, ефіроолійний завод; 4 виноробні заводи, які входять до НВАО «Масандра», виробляють понад 20 популярних марок вин.
Є держлісгосп, державне мисливське господарство.

## Демографія
На території міста проживають: росіяни — 67,1 %, українці — 23,0 %, кримські татари — 5,9 %, а також представники 10 інших національностей.
Національний склад Алуштинської міськради за переписом 2001 р.:
|                 | 2001        |           |
|                 | чисельність | частка, % |
| росіяни         | 35 030      | 67,1      |
| українці        | 11 987      | 23,0      |
| кримські татари | 3 081       | 5,9       |
| білоруси        | 743         | 1,4       |
| вірмени         | 223         | 0,4       |
| молдовани       | 104         | 0,2       |
| азербайджанці   | 102         | 0,2       |
| татари          | 93          | 0,2       |
| поляки          | 85          | 0,2       |
| грузини         | 72          | 0,2       |
| євреї           | 71          | 0,1       |

Мовний склад населення міста був наступним:
| Мова              | Число ос. | Відсоток |
| ----------------- | --------- | -------- |
| українська        | 2799      | 9,4      |
| російська         | 26192     | 87,95    |
| кримськотатарська | 466       | 1,57     |
| вірменська        | 80        | 0,27     |
| білоруська        | 57        | 0,19     |
| молдовська        | 24        | 0,08     |
| циганська         | 6         | 0,02     |
| болгарська        | 3         | 0,01     |
| гагаузька         | 3         | 0,01     |
| німецька          | 3         | 0,01     |
| польська          | 3         | 0,01     |
| румунська         | 3         | 0,01     |

## Соціально-гуманітарна сфера

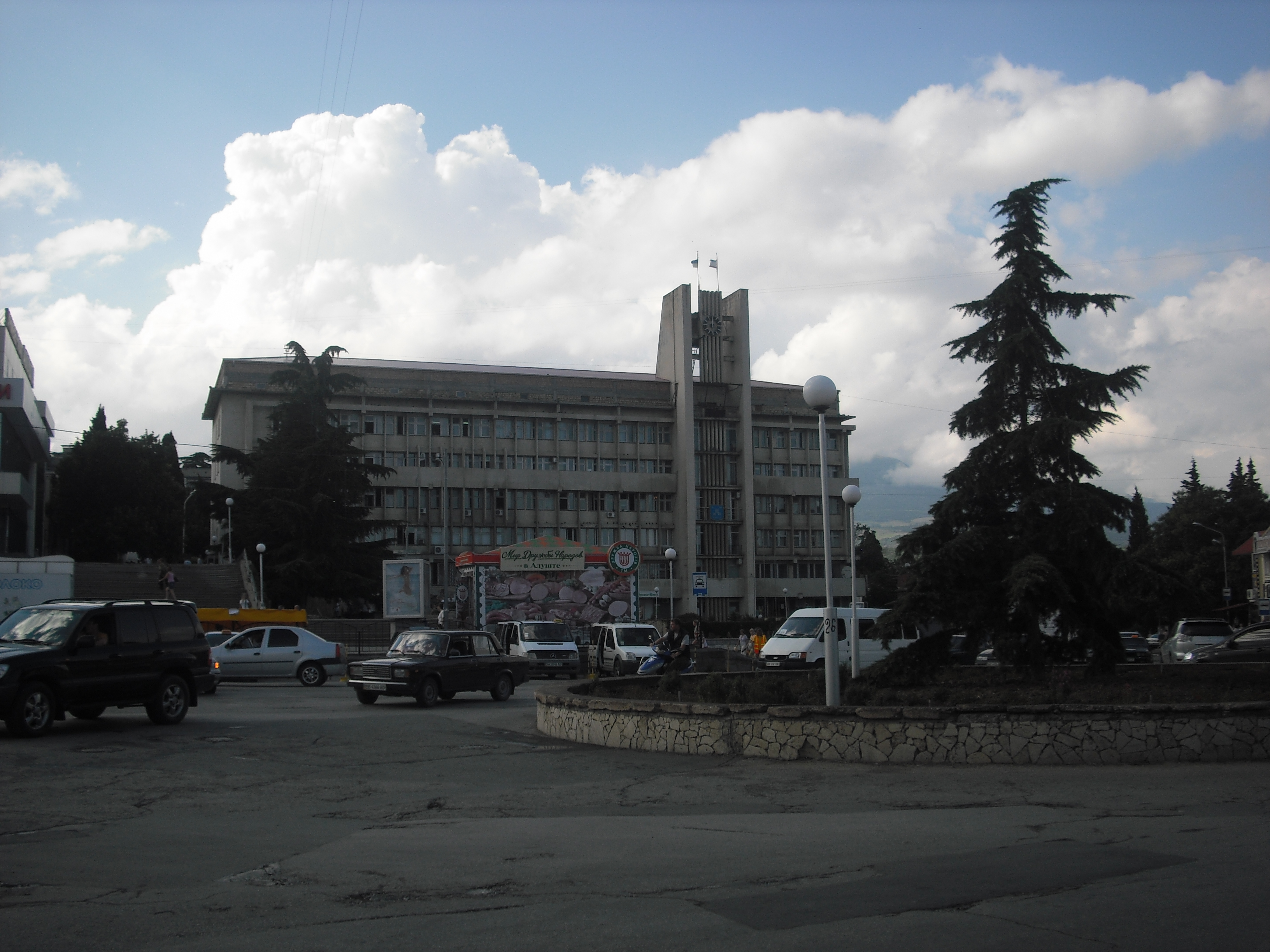
Будівля Алуштинської міськради

На території міста містяться Кримська гірничо-лісова науково-дослідна станція інституту лісового господарства і агролісомеліорації України.
На території Алушти — 13 загальноосвітніх, музичних і художніх шкіл, ПТУ, 3 філіали вузів.
Медичне обслуговування здійснюють: міська лікарня з 7-у відділеннями, 3 поліклініки, зокрема зубопротезна, і жіноча консультація.
Є 2 бібліотеки, відділення 3-х банків.

## Особи, пов'язані з Алуштою
- Бєлкін Андрій Володимирович — український військовик, підполковник Збройних сил України, загинув в ході російсько-української війни.
- Устинова Тетяна Іванівна (1913—2009) — першовідкривач Долини гейзерів на Камчатці.
- Черниченко Юрій Дмитрович (1929—2010) — російський журналіст і письменник, народний депутат СРСР.
- Сергєєв-Ценський Сергій Миколайович (1875—1958) — російський радянський письменник.
- Джамаладинова Сусанна (Джамала) (р.н. 1983) — українська джазова та оперна співачка.
- М. Коцюбинський — український письменник.
- Мамасуєв Роман Михайлович (1983—2016) — прапорщик Збройних сил України, учасник російсько-української війни.
- Балковий Олександр Анатолійович (1975—2016) — солдат Збройних сил України, учасник російсько-української війни.
- Суслова Надія Прокопівна (1843—1918) — перша жінка-лікар у Російській імперії.

## Пам'ятки культури, архітектура

### Пам'ятні місця
- Фортеця Алустон (VI ст.) (44°40′20″ пн. ш. 34°24′41″ сх. д. / 44.67222° пн. ш. 34.41139° сх. д.)
- Башти XIII—XV ст. Поблизу вежі знаходиться будинок, який використовували при зйомках фільму Кавказька полонянка, або нові пригоди Шурика.
- Середньовічне укріплення Фуна (XII—XV ст.) (44°45′6″ пн. ш. 34°23′20″ сх. д. / 44.75167° пн. ш. 34.38889° сх. д.)
- Дача купця М. Стахеєва
- «Голубка» — дача генерала Голубова
- Палац княгині Гагаріної
- Водоспад Джур-Джур (15 м).
- Професорський куточок
- Братська могила окупантів: членів Раднаркому та інших діячів Соціалістичної Республіки Таврида (44°40′29″ пн. ш. 34°24′57″ сх. д. / 44.67472° пн. ш. 34.41583° сх. д.)

### Музеї
- Алуштинська філія кримського республіканського краєзнавчого музею (44°40′26″ пн. ш. 34°24′53″ сх. д. / 44.67389° пн. ш. 34.41472° сх. д.)
- Музей природи кримського державного заповідно-мисливського господарства. На території заповідника — цілюще джерело мінеральної води із значним вмістом срібла.
- Алуштинський літературно-меморіальний музей С. М. Сергєєва-Ценського (44°39′42″ пн. ш. 34°24′4″ сх. д. / 44.66167° пн. ш. 34.40111° сх. д.)
- Літературний музей І. Шмельова
- Будинок-музей академіка архітектури А. Н. Бекетова (44°39′26″ пн. ш. 34°24′18″ сх. д. / 44.65722° пн. ш. 34.40500° сх. д.)

### Культові споруди
- Церква Феодора Стратилата (44°40′29″ пн. ш. 34°24′40″ сх. д. / 44.67472° пн. ш. 34.41111° сх. д.)
- Мечеть Юхари-Джамі
- Косьмо-Даміановський (Козьмодем'яновський) монастир (44°39′52″ пн. ш. 34°16′10″ сх. д. / 44.66444° пн. ш. 34.26944° сх. д.)

### Парки
- Парк "Крим в мініатюрі"

У місті — пам'ятники О. Пушкіну, М. Горькому, С. Сергеєву-Ценському, пам'ятні знаки на честь кримських партизан і радянських воїнів.
- Алуштинський акваріум

## Галерея

Арка на набережній - один із символів Алушти
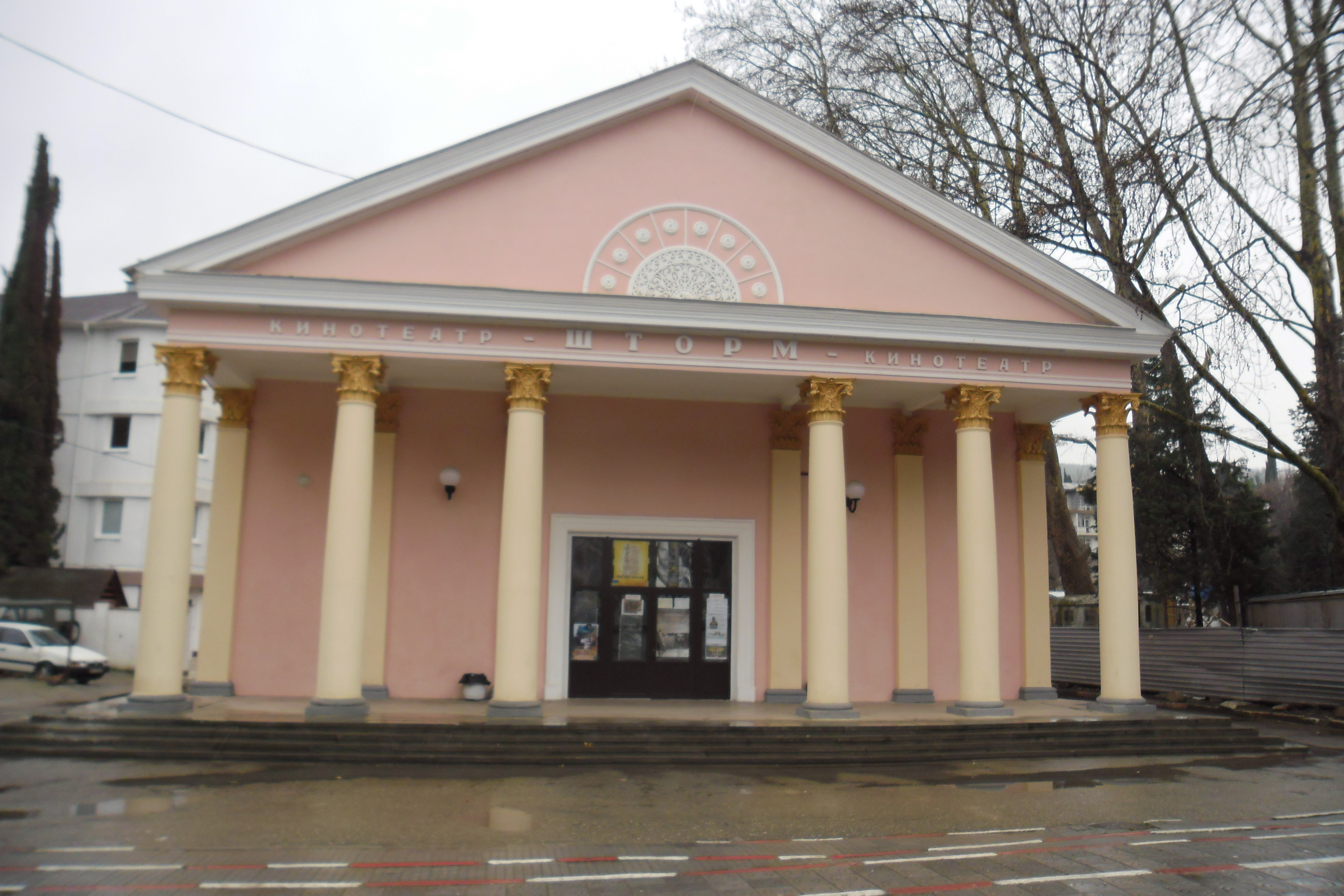
Кінотеатр "Шторм"
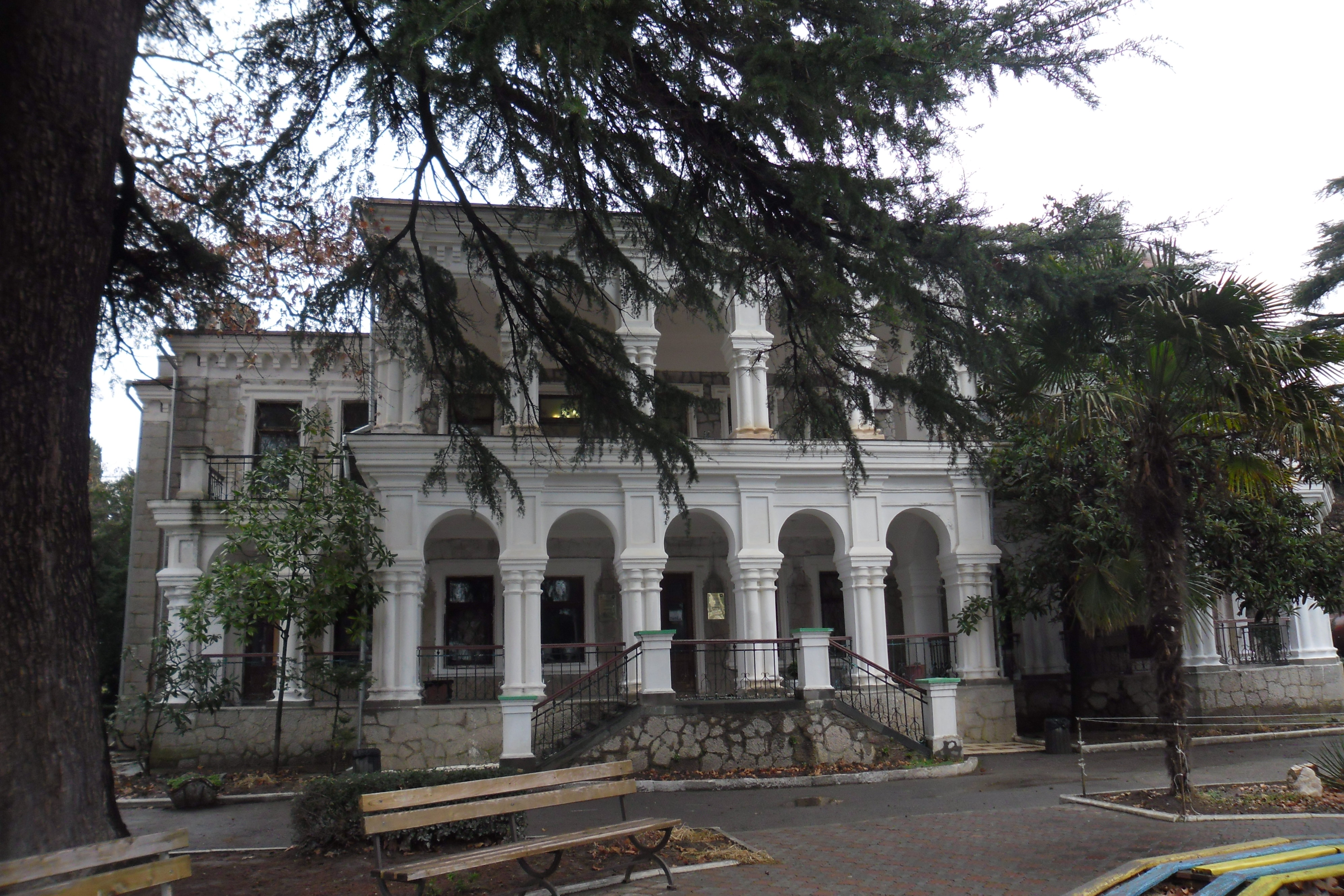
Вілла "Отрада" (дача Стахеєва)
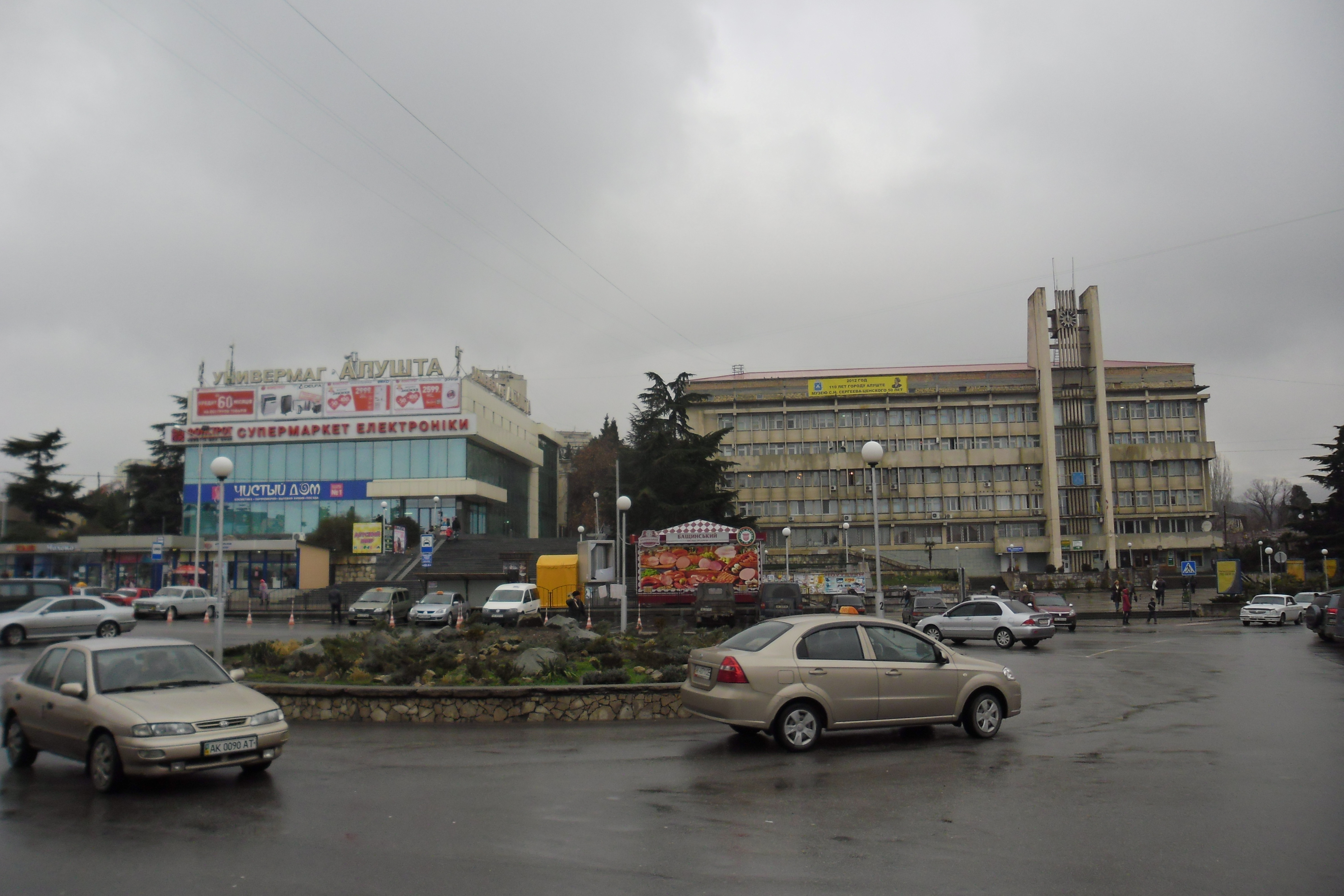
Центр міста
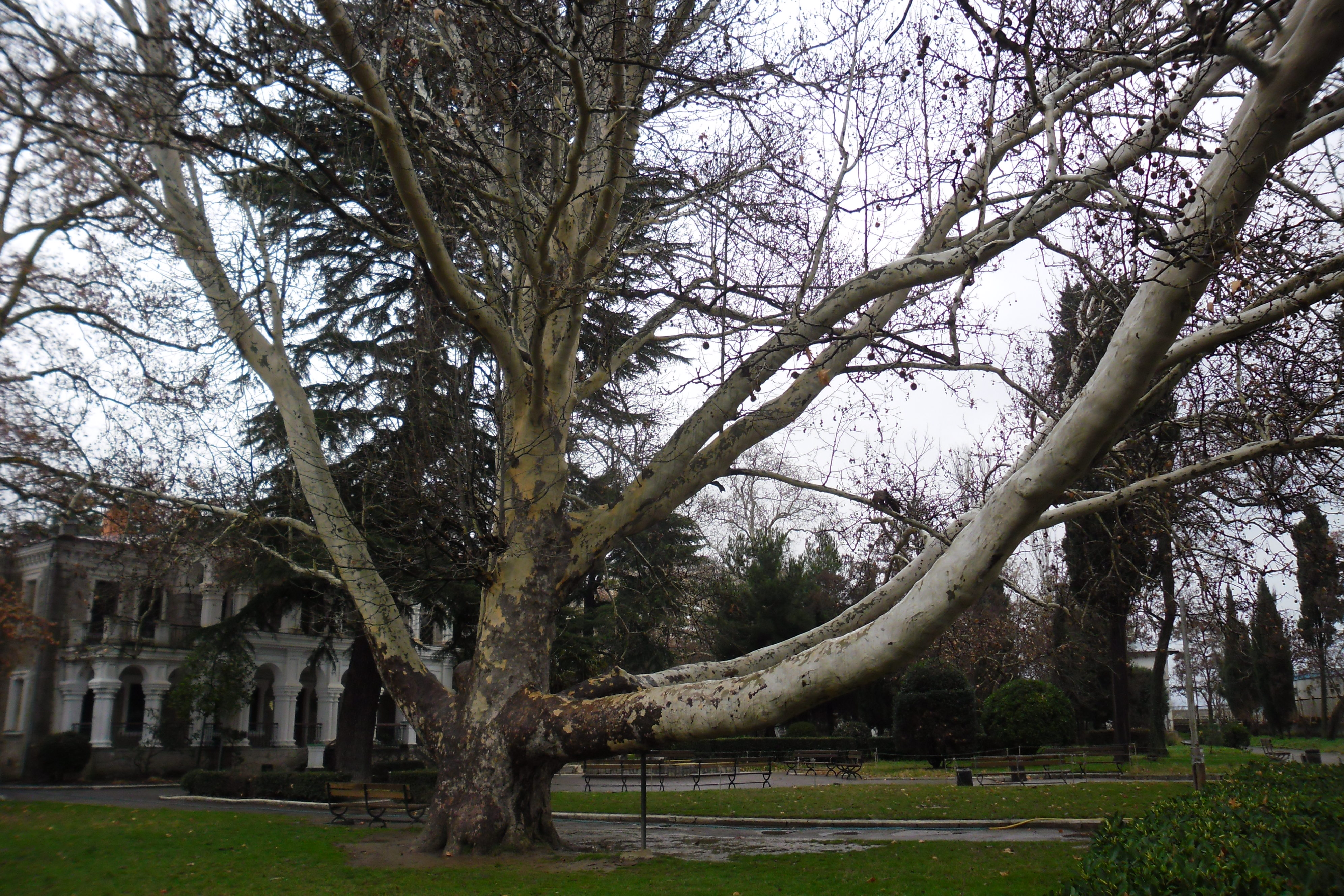
Парк Алушти
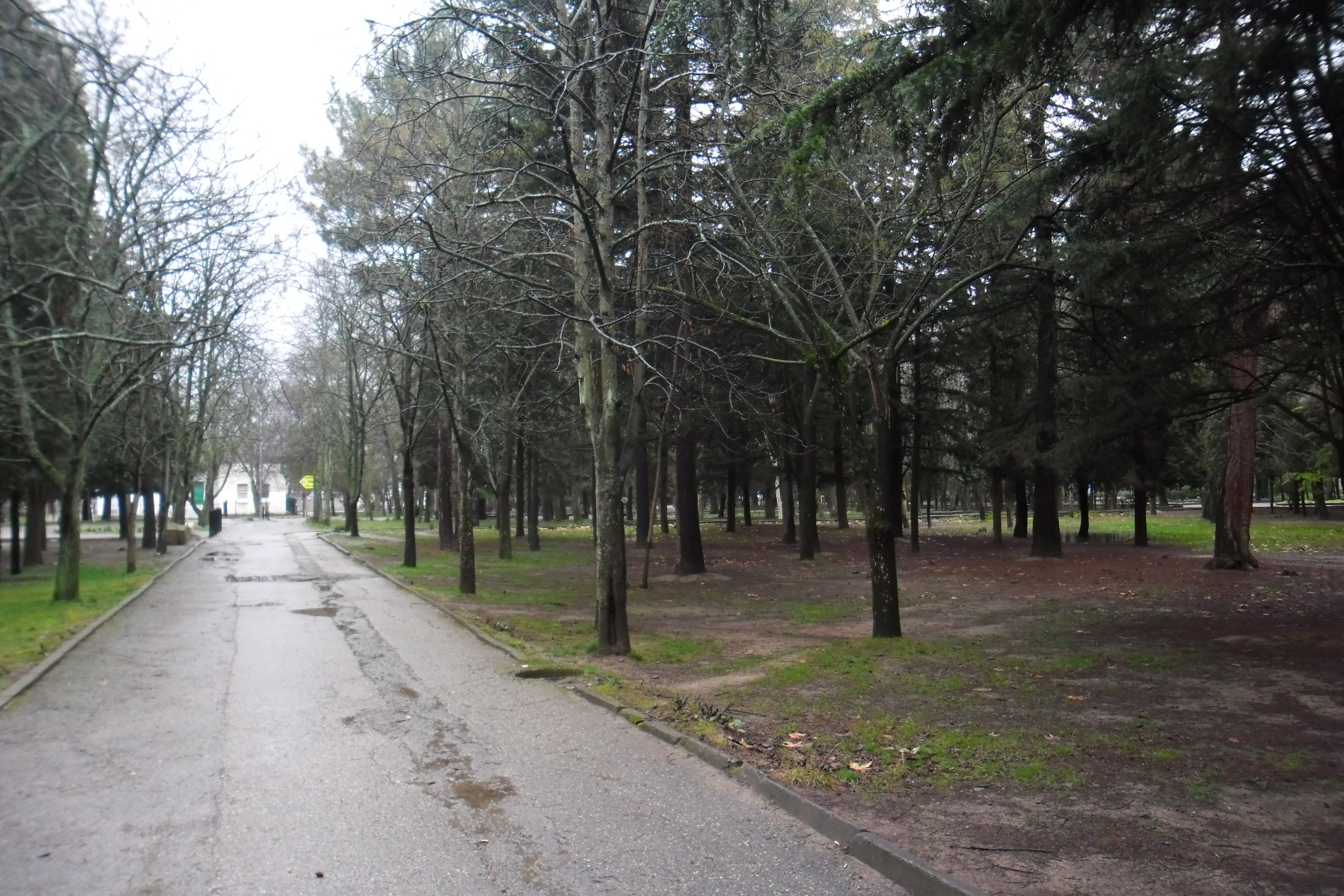
Парк Алушти
Пам'ятник борцям за радянську владу
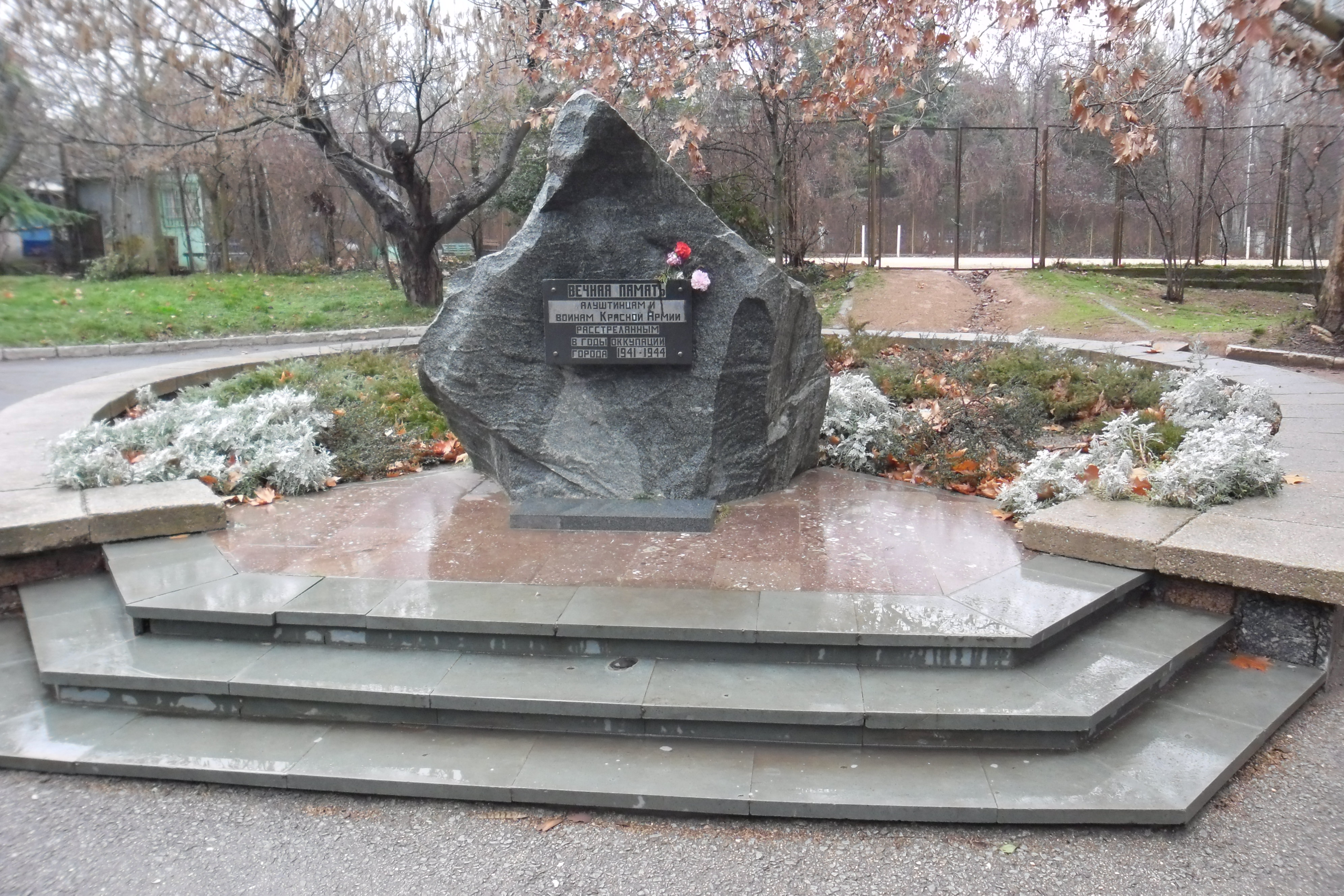
Пам'ятник загиблим у роки Другої світової війни
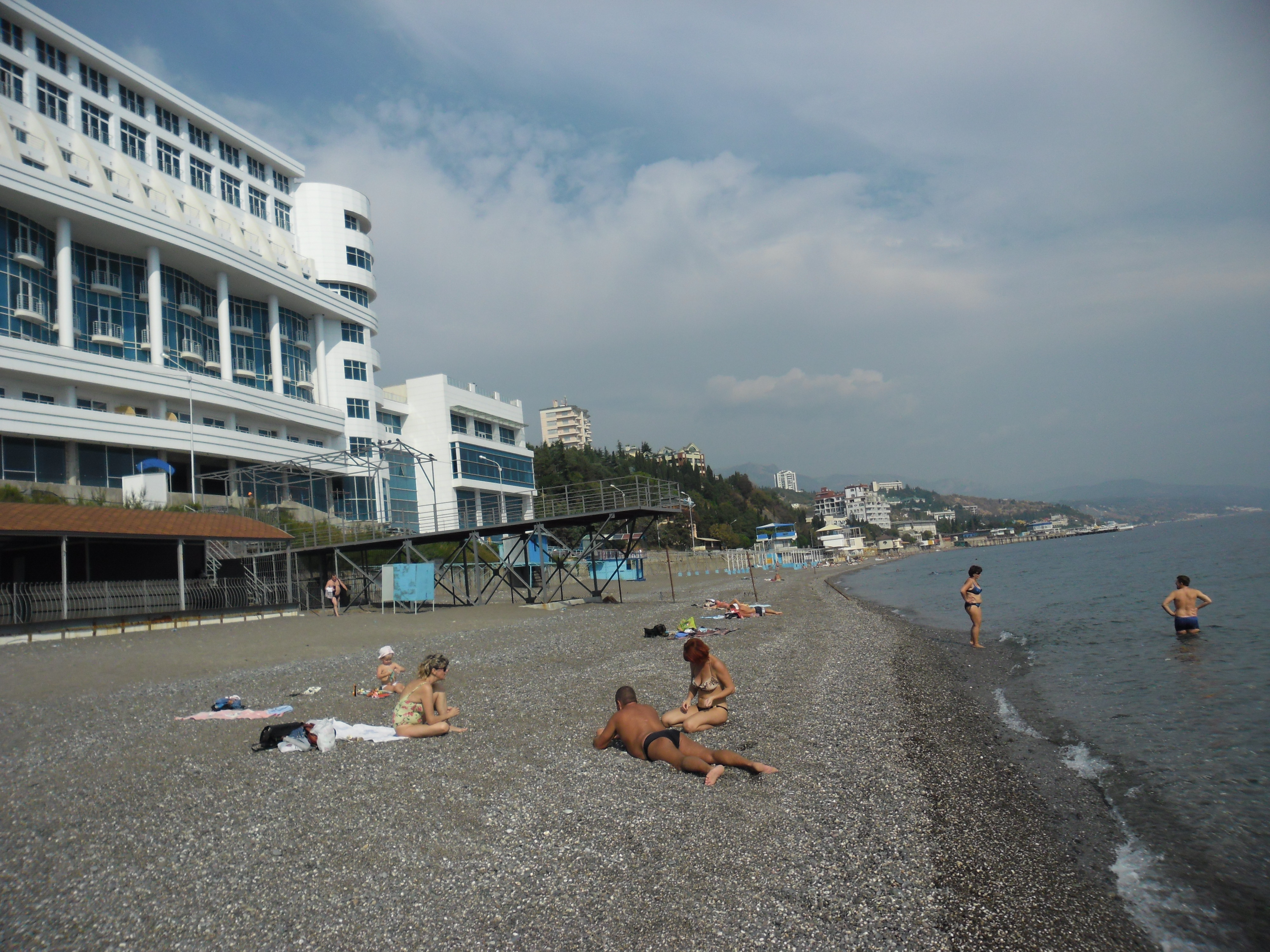
Професорський куточок
Пам'ятник першій лікарці Надії Сусловій-Голубевій
Пам'ятник О.С.Грибоєдову
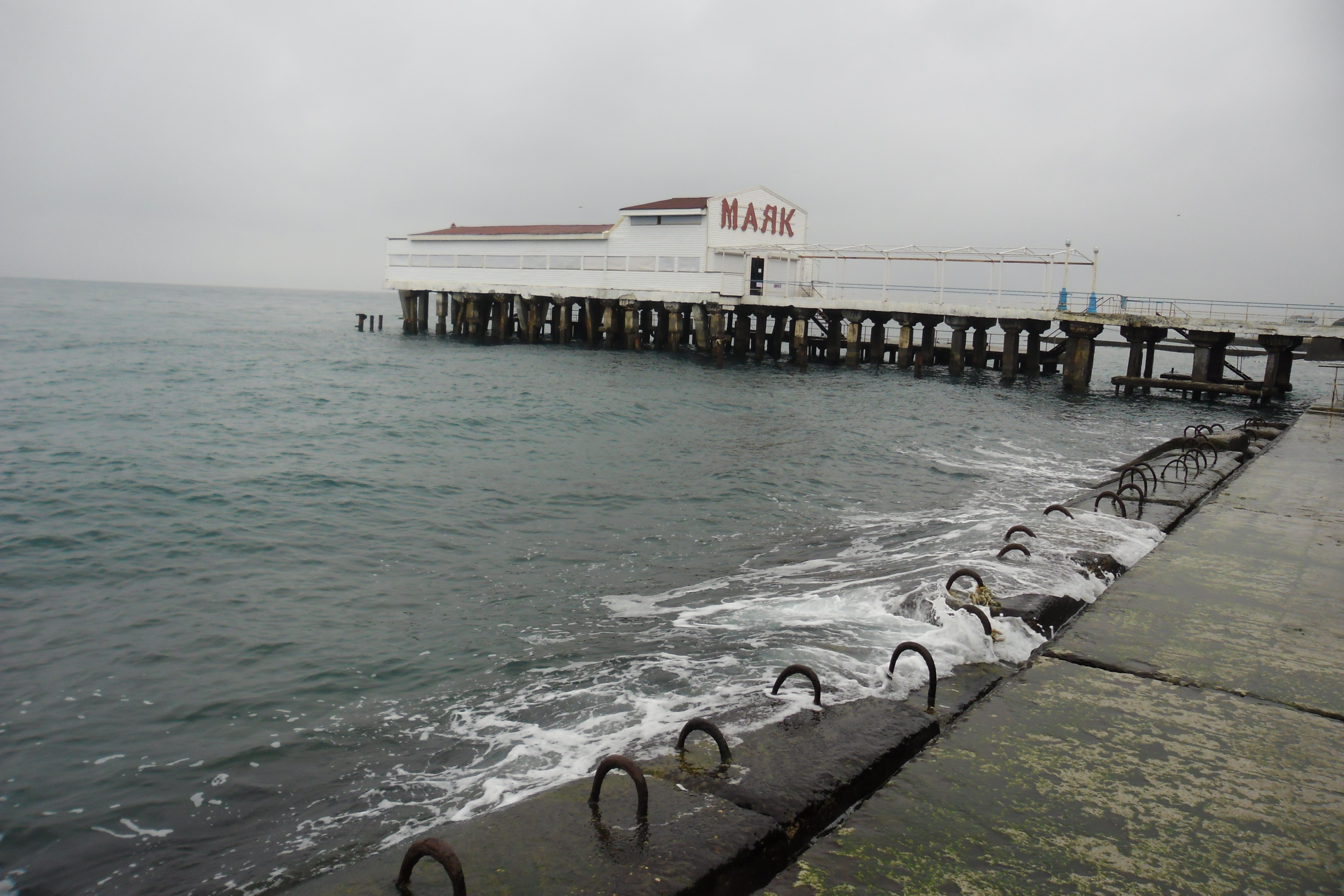
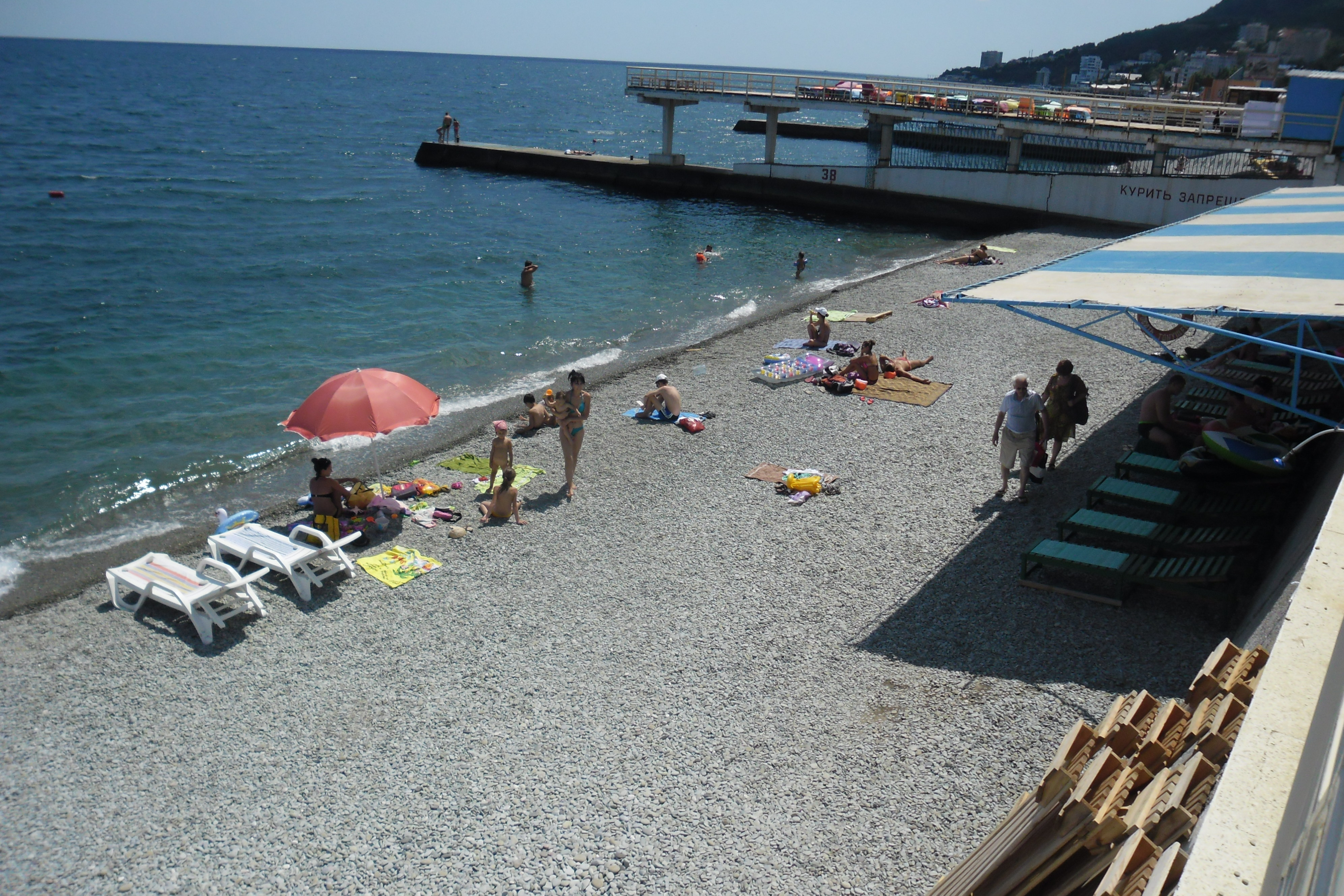
Алушта. Сезон-2014.
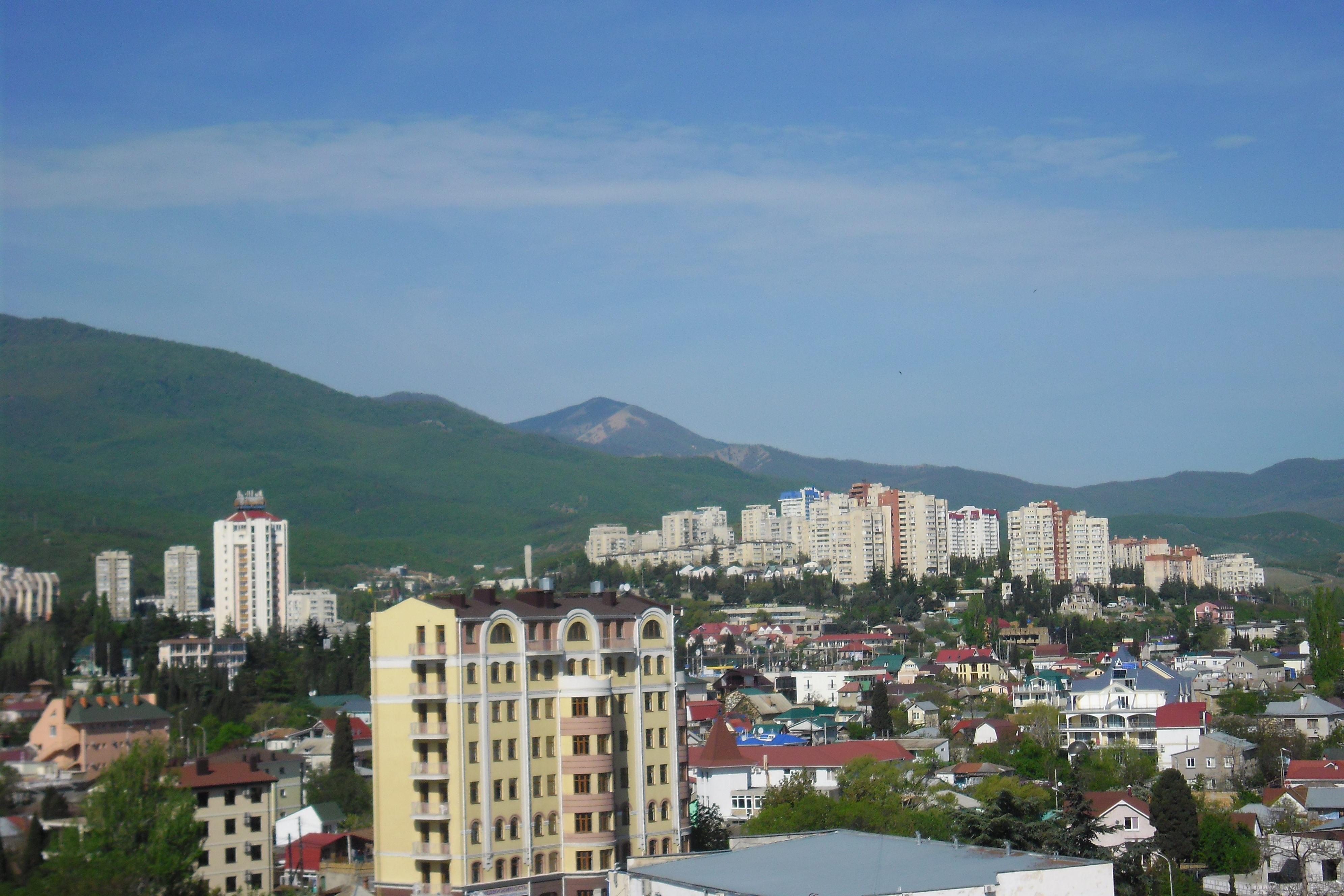
Алушта-2015
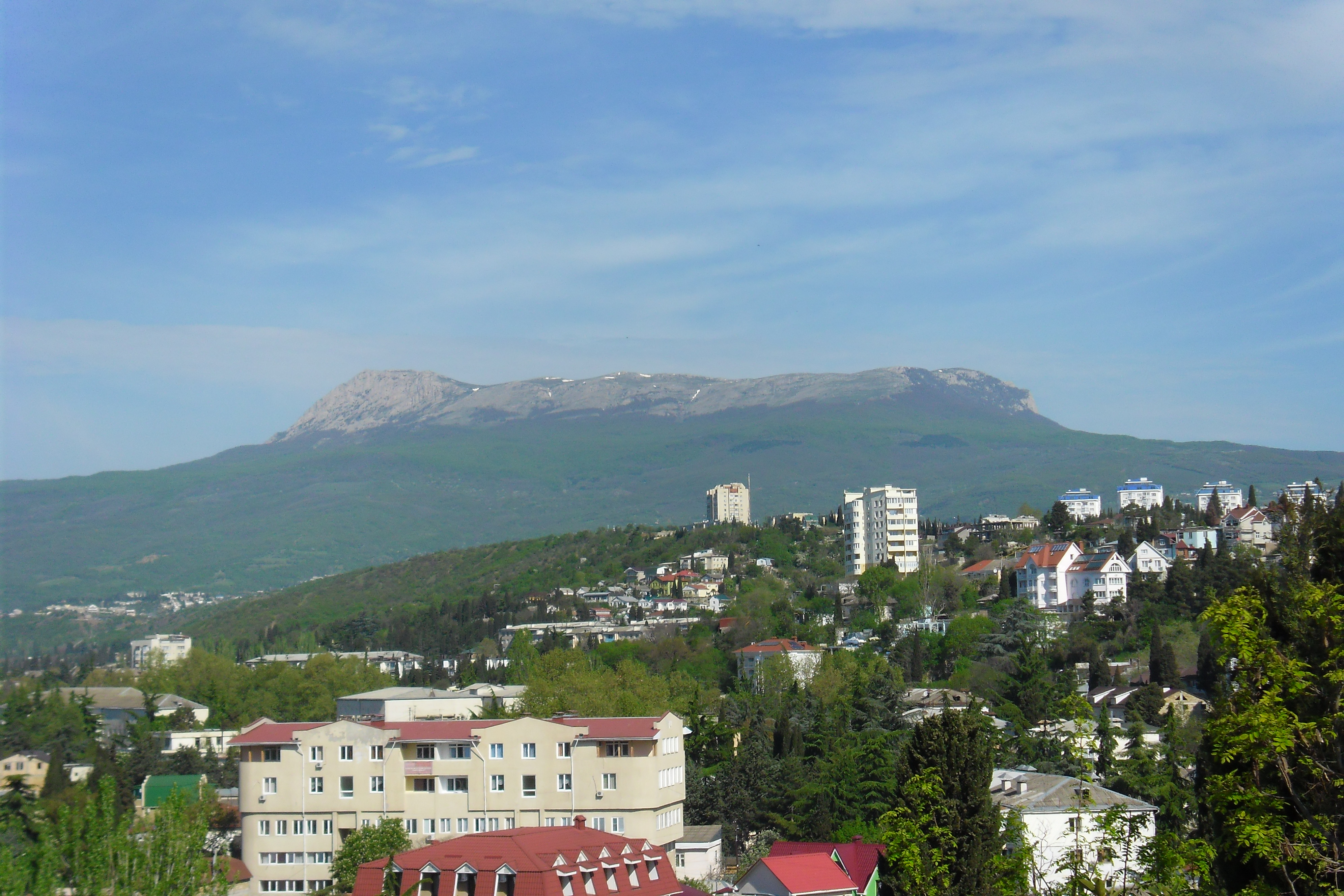
Алушта-2015
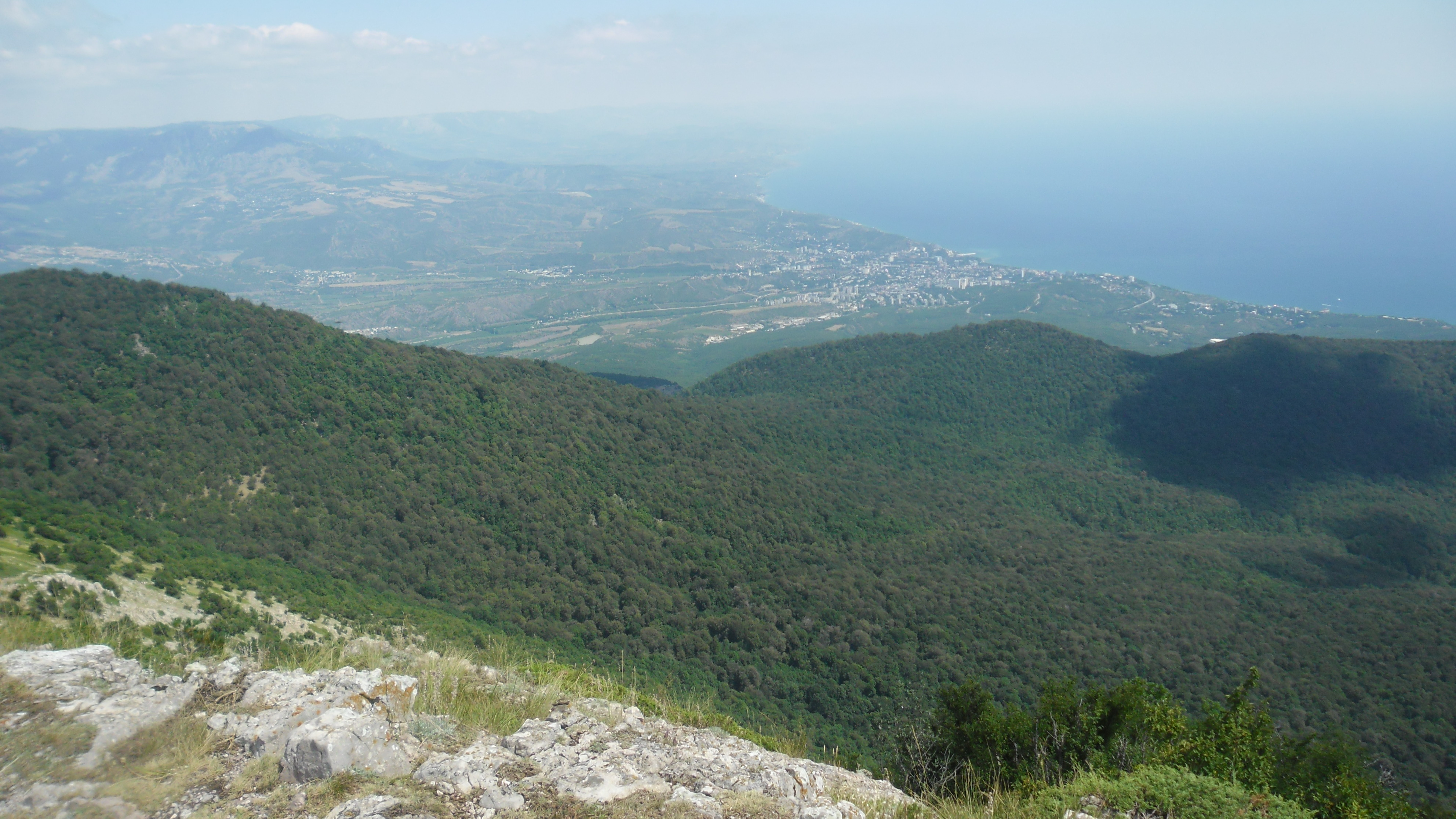
Алушта: вид з Куш-Кая. 2016 р.
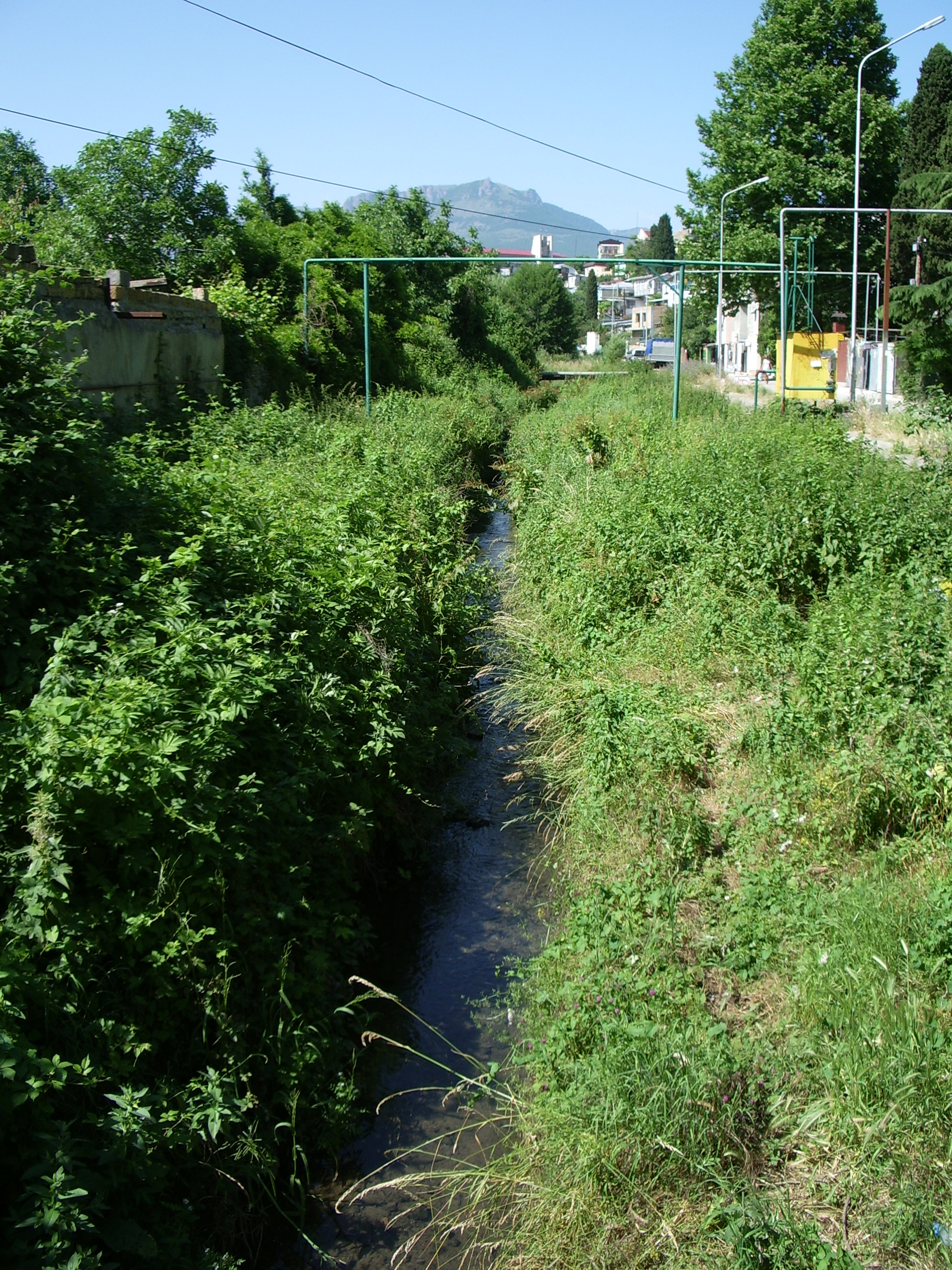
Улу-Узень (річка)
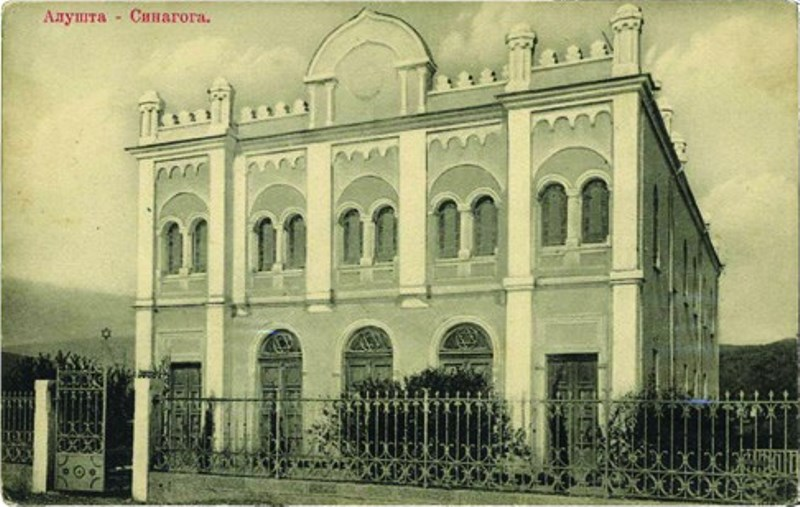
Колишня синагога